# Appeln
Appeln was een gemeente in de Duitse deelstaat Nedersaksen. De gemeente maakte deel uit van de Samtgemeinde Beverstedt in het Landkreis Cuxhaven. De gemeente werd op 1 november 2011 opgeheven als zelfstandige gemeente en ging deel uitmaken van de nieuwe gemeente Beverstedt.
- Virtual International Authority File: 145116895
- WorldCat: E39PBJqK6PXGYgMpTJ8qDcTCQq